# ビショフスホーフェン
ビショフスホーフェン（独: Bischofshofen）はオーストリアのザルツブルク州、ザンクト・ヨーハン・イム・ポンガウ郡に属する基礎自治体（ゲマインデ）である。市（Stadt）に指定されている。
町はアルプス山脈のザルツァハ川の谷間に開けている。

## スポーツ
スキージャンプ週間が毎年1月6日に、市内のパウル＝アウサーライトナー・シャンツェ（en:Paul-Ausserleitner-Schanze）で開催される。